# نيشان الامتياز
وسام التميز هو نظام وطني في نظام الشرف الجامايكي. وهو السادس من حيث ترتيب الأسبقية لأوامر جمعيات الشرف،  التي تم وضعها بموجب قانون برلماني (قانون التكريم والجوائز الوطني) في عام 1968. شعار النظام هو «التميز من خلال الخدمة».

يُمنح وسام التميز لمواطني جامايكا الذين قدموا خدمات بارزة وهامة لجامايكا، أو لمواطني دولة أخرى غير جامايكا. السابقون هم أعضاء في النظام، والأخيرون أعضاء فخريون.

وللأمر رتبتان: رتبة القائد الأعلى، ودرجة الضابط الأدنى. القادة لهم الأسبقية مباشرة بعد الأعضاء والأعضاء الفخريين في وسام جامايكا. يجوز ترقية العضو أو العضو الفخري من رتبة ضابط إلى رتبة قائد.

## الضباط

### فن
- كارل ابراهامز
- جلوريا اسكوفري
- كريستوفر غونزاليس

### مسرح
- باتريك براون

### تعليم
- هيذر ليتل وايت [3]

### الصحافة
- تشارلز كينكيد

### قانون
- لويد ستانبيري [4]

### موسيقى
- إرنست رانجلين
- الأمير باستر
- ألتون إليس
- كين بوث
- جاه جيري هاينز
- كارل برادي
- لويد بريفيت
- ليني هيبرت
- زيتون لوين
- حرق الرمح
- رولاند ألفونسو
- لي «سكراتش» بيري
- فيل تشين
- جريجوري إيزاك
- ديريك مورغان
- ريكستون جوردون «رتب شابا»
- ستيفن وودهام
- شون بول
- ريتا مارلي
- كريس تشين
- يلومان

### سياسة
- سانت ويليام جرانت
- جلادستون ميلز
- آرثر هنري وينينجتون ويليامز

### الخدمة الاجتماعية
- هازل مونتيث

### رياضة
- جيري الكسندر
- جورج هيدلي
- ميرلين أوتي
- آرثر وينت
- شيلي آن فريزر برايس
- سيمون إدواردز
- كريس جايل
- ستافاني تايلور
- ثيودور ويتمور
- إيلين طومسون حيره

## القادة

### فن
- جين بيرسون

### الصحافة
- إيان بوين [5]

### البث
- نيوتن جيمس [6]

### الاتصال والإعلام والتعليم والثقافة
- Fae Ellington[7]
- Daphne Elaine Innerarity[8]
- Cynthia Reyes

### قانون
- شيرلي ميلر [9]
- بولا لويلين

### طبي
- جويندولين سبنسر [10]

### موسيقى
- كوكسون دود
- ميلي صغير
- بوب آندي
- سوني برادشو
- دينيس براون
- تومي كوان
- مارسيا غريفيث
- جون هولت
- بايرون لي
- لي «سكراتش» بيري
- دوق ريد
- أشعث
- لويد هول
- ديلروي ويلسون
- مونتي الكسندر
- باري مونكريف
- فيليس ديلون

### سياسة
- باتريك ألين
- نيفيل إيدن جليمور
- دوغلاس سوندرز
- رانسفورد سميث
- اودلي شو
- فنتون فيرجسون

### رياضة
- علياء أتكينسون [11]
- يوسين بولت
- فيرونيكا كامبل براون
- ديون همينجز-ماكاتي
- أسافا باول
- مولي رون
- إيلين طومسون حيره
- شيلي آن فريزر برايس

## روابط خارجية
- الجوائز الوطنية لجامايكا